# Stazione di Campiano
La stazione di Campiano era una fermata ferroviaria posta sulla linea Castel Bolognese-Riolo Bagni. Serviva il centro abitato di Campiano, frazione di Castel Bolognese.

## Storia
La fermata fu in esercizio come l'intera linea dal 1914 al 1933; l'ex fabbricato viaggiatori fu abbattuto nel 1995.